# Смиловски манастир
Смиловският манастир „Св. св. Кирик и Юлита“ се намира в Западните покрайнии в днешна Сърбия, недалеч от село Смиловци.

## Местоположение
Манастирът е разположен на около 3 километра северно от с. Смиловци, на южния склон на връх Трипут. Местността е наричана и Манастирски дол.

## История
Според местните предания, записани още през XIX век, манастирът е основан в Средновековието. От приписки в писана в София ръкописна служба от 1704 г. става ясно, че манастирът е съществувал по това време. През XVIII век той е религиозен център, подпомаган както от жителите на близките села в Забърдието, така и от по-далечни селища в Понишавието – Драговита, Пирот и други.
В края на XVIII или началото на XIX в. Смиловският манастир е разрушен при кърджалийски нападения. След чумна епидемия, спасилите се жители от района решават да възстановят манастира.
Собствеността на манастира е била 173 ха земя в т.ч. ливади, ниви, пасбища, гори, а също така и две воденици.
Манастирът поддържа килийно училище, за което има данни от началото на ХІХ век. В него преподават местните учители даскал Джурджа от с.Пъртопопинци, Цветко Димитров от Изатовци и Анта Гелов от Славиня. Манастирът е имал и богата библиотека и най-ценната книга, която е притежавал, се е казвала „Кириакомодриомион“, купена през 1819 г. някъде из България.
Манастирската църква е изградена през 1838 – 1839 година от майстор Никола (Кола) от с. Больев дол. По същото време е изграден и монашеският корпус.
От 1871 година манастирът е под ведомството на Българската екзархия. В свое писмо от 14 януари 1878 година пиротският митрополит Евстатий определя Смиловския манастир „Свети Кирик“ като един от бедните манастири в епархията, които се издържат от милостинята на народа.
От 1920 година, с изключение на 1941 – 1944 г., манастирът е подведомствен на Сръбската православна църква. В периода 1925 – 1930 година е женски и е населяван от около 40 руски монахини от Бесарабия. Те са приютени в него в продължение на пет години, но през 1930 г. са принудени да го напуснат поради страха си от неизвестността около новата сръбско-българска граница.
Относно манастирската собственост в доклада си от януари 1942 г. царибродският архиерейски наместник отбелязва, че нивите му са „с бедна балканска почва“, а освен тях има и две „първобитни воденици, от доходите на които едвам посреща нуждите си.“ По това време гората на манастира вече е „опустошена“. В изпълнение на разпоредбите на Закона за земеделския максимум от 1945 година, 173 хектара земя са отнети от Смиловския манастир. Отнета му е и т.нар. Пъртопопинска (манастирска) воденица на Забърдска река.
През 1984 година е обявен за паметник на културата на Република Сърбия.
В 2007 година манастирският конак и владишкият дом са възобновени, ремонтирана е и външната фасада на църквата.

### Храмът на манастира
Църквата, посветена на Св. св. Кирик и Юлита, е най-голямата в Забърдието и Горния Висок. Изградена е от ломен камък с квадрови укрепвания в ъглите. Тя е еднокорабна, едноапсидна, с певници и купол. Кубето е с тамбур от осмостенен тип, увенчен с профилиран корниз и сегментен купол.
Иконите и иконостасът са изработени от самоковски майстори. Иконите са дело на самоковския зограф Йоан Николов Иконописец. В края на XIX и началото на ХХ век върху някои от изображенията са правени доработки от местен майстор-примитивист.
В 2006 година църквата е реставрирана.